# Tracy Reed (actrice américaine)
Pour les articles homonymes, voir Reed.
Ne doit pas être confondu avec  Tracy Reed (actrice anglaise).
Tracy Reed, née le 28 octobre 1949 à Columbus (base militaire de Fort Benning, Géorgie), est une actrice américaine.

## Biographie
Au cinéma, Tracy Reed contribue à seulement huit films américains, depuis Fureur noire (Trouble Man) d'Ivan Dixon (1972, avec Robert Hooks et Paul Winfield) jusqu'à Deux Flics à Chicago de Peter Hyams (1986, avec Gregory Hines et Billy Crystal).
Entretemps, mentionnons Car Wash de Michael Schultz (1976, avec Bill Duke et Ivan Dixon) et Deux filles au tapis de Robert Aldrich (1981, avec Peter Falk et Burt Young).
Pour la télévision américaine, elle apparaît dans trente séries à partir de 1969, dont Love, American Style (vingt-cinq épisodes, 1969-1974), Un shérif à New York (cinq épisodes, 1973-1977) et La croisière s'amuse (quatre épisodes, 1978-1986). Sa dernière série est Côte Ouest (onze épisodes, 1990-1991), après laquelle elle se retire.
S'ajoutent douze téléfilms entre 1971 et 1984, dont Meurtre d'une créature de rêve (en) de Gabrielle Beaumont (1981, avec Jamie Lee Curtis et Bruce Weitz).

## Filmographie partielle

### Cinéma
- 1972 : Fureur noire (Trouble Man) d'Ivan Dixon : une policière
- 1976 : Car Wash de Michael Schultz : Mona
- 1977 : A Piece of the Action de Sidney Poitier : Nikki McLean
- 1981 : Deux filles au tapis (...All the Marbles) de Robert Aldrich : Diane, une des Tolego Tiger
- 1986 : Deux flics à Chicago (Running Scared) de Peter Hyams : Maryann

### Télévision

#### Séries
- 1969-1974 : Love, American Style
  - Saisons 1 à 5, 25 épisodes : Gloria
- 1972 : Cannon
  - Saison 2, épisode 7 Stupéfiants (A Long Way Down) de George McCowan : Bonnie Davis
- 1973-1977 : Un shérif à New York (McCloud)
  - Saison 3, épisode 5 The Million Dollar Round Up (1973) de Douglas Heyes : Carol Broadhurst
  - Saison 5, épisode 3 Shivaree on Delancy Street (1974) de Bruce Kessler : Carol Broadhurst
  - Saison 6, épisode 4 Three Guns for New York (1975) de Bruce Kessler : Carol Broadhurst
  - Saison 7, épisode 1 Bonnie and McCloud (1976) de Steven Hilliard Stern et épisode 3 The Great Taxicab Stampede (1977) d'Ivan Dixon : Carol Broadhurst
- 1975 : Kojak, première série
  - Saison 2, épisode 25 Spiritisme (I Want to Report a Dream) de Telly Savalas : Dorothy Cunningham
- 1975 : Police Story
  - Saison 3, épisode 5 The Cut Man Caper de Don Medford : Dorita
- 1975 : Barnaby Jones
  - Saison 4, épisode 7 Flight to Danger : Rachel Rogers
- 1977 : Future Cop
  - Saison unique, épisode 5 Sur le fil du rasoir (Girl on the Ledge) d'Earl Bellamy et épisode 6 La Taupe (Carlisle Girl) de Vincent McEveety : Natalie Bundy
- 1978-1986 : La croisière s'amuse (The Love Boat)
  - Saison 1, épisode 14 Monnaie de singe (Isaac's Double Standard/One More Time/Chimpanzeeshines, 1978) de Richard Kinon et James Sheldon : Charlene Franks
  - Saison 6, épisode 29 Quelle jeunesse ! (Fountain of Youth/Bad Luck Cabin/Uncle Daddy, 1983) de Robert Scheerer : Gayle Davis
  - Saison 8, épisode 22 Madame le capitaine (Getting Started/Daughter's Dilemma/The Captain Wears Pantyhose, 1985) de Ted Lange : Nancy Sweetland
  - Saison 9, épisode 24 Ma belle-mère et moi (My Stepmother, Myself/Almost Roommates/Cornerback Sneak, 1986) de Robert Scheerer : rôle non spécifié
- 1981 : L'Homme qui tombe à pic (The Fall Guy)
  - Saison 1, épisode 1 L'Homme qui suce des pics à glace (The Fall Guy, épisode pilote) de Russ Mayberry : Noreen
- 1984 : L'Agence tous risques (The A-Team)
  - Saison 2, épisode17 Les Marchands de poison (Pure-Dee Poison) : Stephanie Taylor
- 1984 : Capitaine Furillo (Hill Street Blues)
  - Saison 4, épisode 17 La Fin de Logan (The End of Logan's Run) : une journaliste de la télévision
- 1985 : Hooker (T. J. Hooker)
  - Saison 4, épisode 12 Le Substitut (The Surrogate) de Bruce Seth Green : Dottie Overmeyer
- 1985 : Espion modèle (Cover Up)
  - Saison unique, épisode 14 Le Prix d'une vie (Murder Offshore) : Anne-Marie
- 1985 : Riptide
  - Saison 3, épisode 3 Échec à l'ordinateur (Does Not Compute) de Michael Lange : Pamela Owen
- 1986 : K 2000 (Knight Rider)
  - Saison 4, épisode 16 La Rédemption du champion (Redemption of a Champion) : Ruth Keeler
- 1986 : MacGyver
  - Saison 1, épisode 19 Juste Vengeance (Slow Death) de Don Weis : Andrea Collins
- 1990 : Vic Daniels, flic à Los Angeles (The New Dragnet)
  - Saison 2, épisode 20 Leg Up : Mme Trask
- 1990-1991 : Côte Ouest (Knots Landing)
  - Saison 12, 11 épisodes : Charlotte Anderson

#### Téléfilms
- 1971 : Incident in San Francisco de Don Medford : Penny Carter
- 1973 : The Great American Beauty Contest de Robert Day : Pamela Parker
- 1974 : Aloha Means Goodbye de David Lowell Rich : Connie
- 1979 : Women in White de Jerry London : Virginia Tyndall
- 1980 : Turnover Smith de Bernard L. Kowalski : Anini
- 1981 : Terror Among Us de Paul Krasny : Barbara
- 1981 : Meurtre d'une créature de rêve (Death of a Centerfold: The Dorothy Stratten Story) de Gabrielle Beaumont : Mindy
- 1983 : Cocaine and Blue Eyes d'E. W. Swackhamer : Chris Brennen